# Comté de Campbell (Tennessee)
Pour les articles homonymes, voir Comté de Campbell.
Le comté de Campbell est un comté de l'État du Tennessee, aux États-Unis. Son siège est Jacksboro.